# Lammert Bouke van der Meer
Lammert Bouke van der Meer (ur. 1945 w Leeuwarden, Fryzja) – holenderski archeolog klasyczny, wyspecjalizowany w etruskologii. Obecnie, jest profesorem asystującym archeologii klasycznej na Uniwersytecie Lejdejskim. Van der Meer jest uznanym autorytetem w dziedzinie religii, języka oraz zwolennikiem wschodniej teorii pochodzenia Etrusków. 

## Publikacje
- Etruscan urns from volterra. Studies on mythological representations (1978)
- Corpus speculorum Etruscorum: The Netherlands (1983)
- The bronze liver of Piacenza. Analysis of a polytheistic structure (1987)
- Interpretatio Etrusca. Greek myths on Etruscan mirrors (1995)
- Myths and more. On Etruscan stone sarcophagi, ca. 350-200 B.C. (2004)
- Liber Linteus Zagrabiensis. The linen book of Zagreb. A comment on the longest Etruscan text (2007)